# 郑姬 (陈国)
郑姬（?—?），陈哀公的第一夫人，悼太子偃师的母亲。
郑姬原是郑国人，嫁给陈国的国君陈哀公，生下悼太子偃师。陈哀公的第二夫人生公子留，第三夫人生公子胜。因为第二夫人受到宠爱，哀公把公子留托付给司徒招和公子过。陈哀公患病，三月十六日，公子招、公子过杀了悼太子偃师，立公子留做太子。四月十三日，陈哀公上吊而死。引起了楚国的干涉，导致陈国一度灭亡。